# Cattedrale di Sant'Emidio
Il duomo di Ascoli Piceno, ufficialmente cattedrale di Santa Maria Madre di Dio e sant'Emidio, o più brevemente cattedrale di Sant'Emidio, è la chiesa principale della città di Ascoli Piceno e sede vescovile dell'omonima diocesi. Si trova in piazza Arringo, e rappresenta insieme col Palazzo dell'Arengo il centro della vita cittadina fin dall'epoca romana ed almeno fino a tutto il periodo comunale. Nel maggio 1857 papa Pio IX l'ha elevata alla dignità di basilica minore.

## Storia

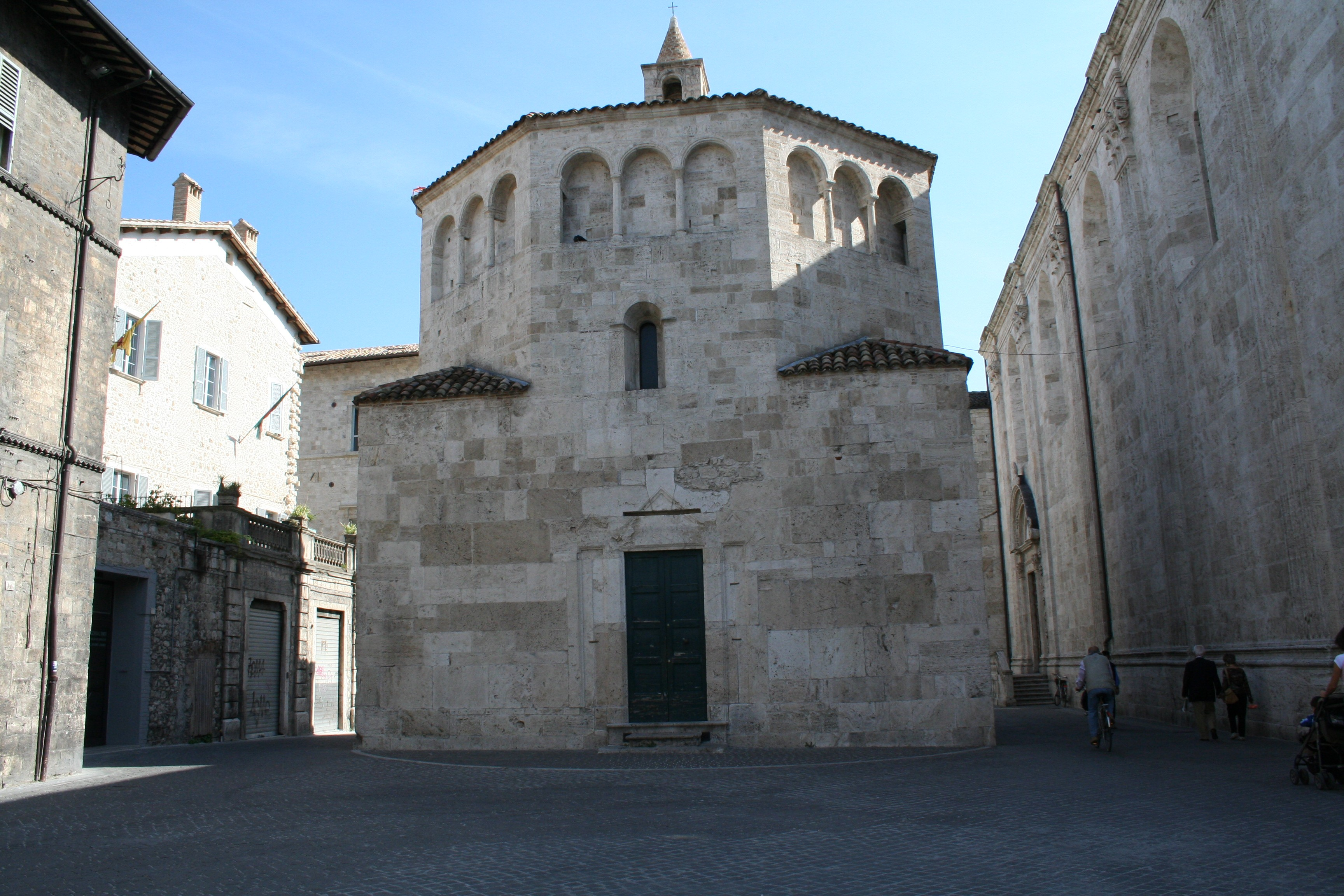
Il Battistero romanico.

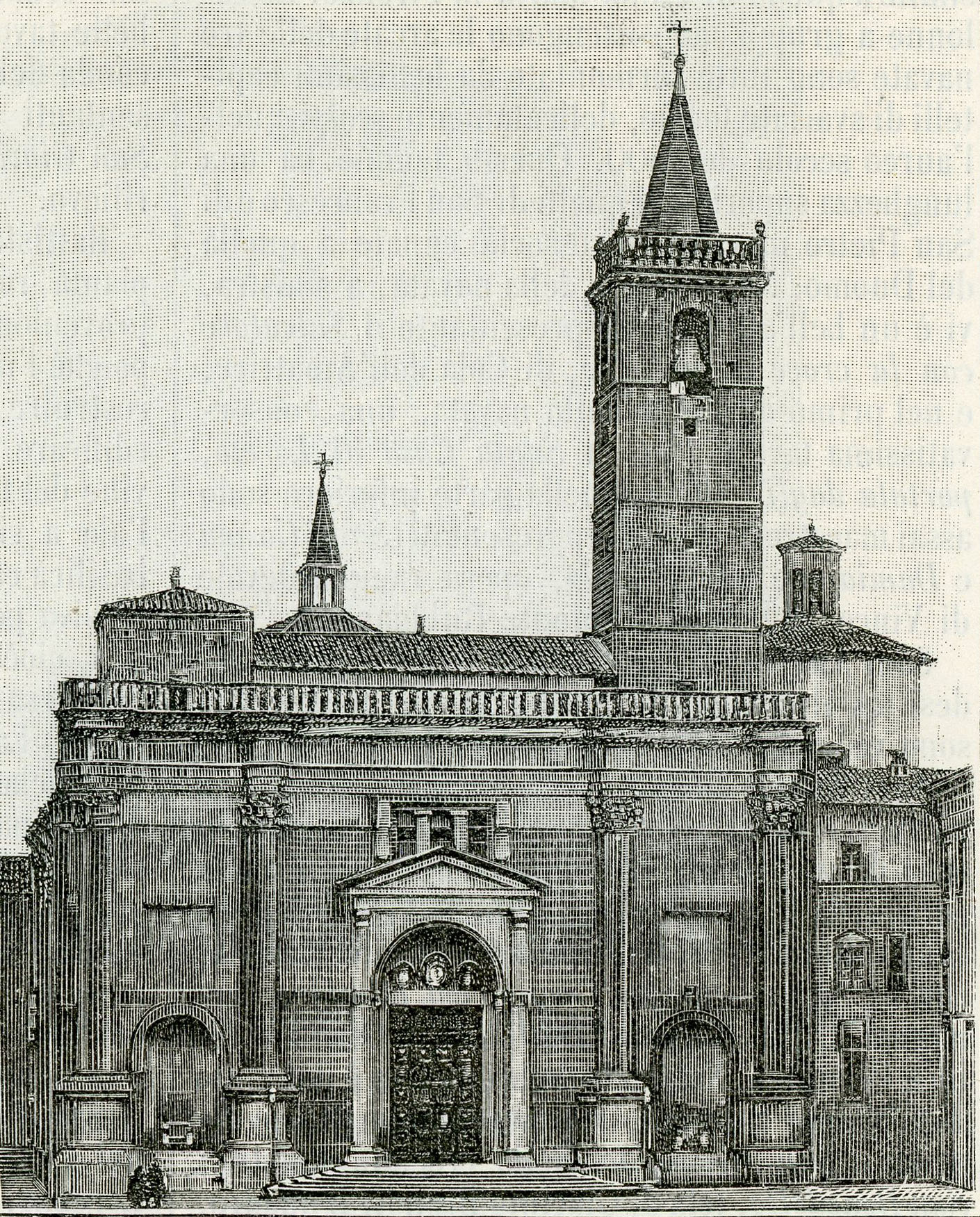
Il Duomo in una stampa del 1898.

L'attuale edificio è il risultato di molti adattamenti e sovrapposizioni avvenuti tra il V ed il XVI secolo. Alcuni resti rinvenuti durante i lavori di restauro della cripta del 1967 dimostrano che il primo tempio fu costruito addirittura nel IV o V secolo su un preesistente edificio di epoca romana che Sebastiano Andreantonelli identifica come un tempio pagano dedicato forse alle Muse, mentre altri storici lo attribuiscono a Ercole o a Giunone.
I ritrovamenti archeologici degli anni 1882 – 1883 dimostrano che la cattedrale fu edificata utilizzando i resti della basilica civile del foro romano identificati nelle sezioni più antiche della costruzione attuale come il transetto, le basi delle absidi semicircolari e, secondo alcuni, anche la cupola che risalgono, infatti, alla fine dell'VIII secolo o all'inizio del IX secolo. 
L'edificio civile di epoca romana misurava circa 32 metri di lunghezza e 13 di larghezza sviluppando un'altezza di 9 metri. Il suo corpo di fabbrica si componeva di tre absidi semicircolari e di tre ingressi orientati verso il Foro.
Tra il V e il VI secolo la costruzione subì una prima trasformazione che conferì alla pianta la forma a croce latina con l'aggiunta della navata longitudinale ed il rifacimento delle absidi poligonali fortificate. 
Nel periodo compreso fra il 746 e il 780 il vescovo longobardo Euclere aggiunse la cupola a base ottagonale, la cui costruzione va tuttavia posticipata all'XI secolo, al tempo del vescovo Bernardo II (1045-1069), quando fu probabilmente all'edificio venne dato l'assetto romanico, con la realizzazione della facciata, e, soprattutto, la costruzione della cripta per accogliere le reliquie di sant'Emidio. Fu proprio in tale occasione che la cattedrale, consacrata fin dall'epoca paleocristiana alla Vergine Maria col titolo di Madre di Dio (Theotòkos), fu condedicata anche al santo martire, primo vescovo della città storicamente attestato. Nello stesso tempo si avviò la realizzazione delle due torri, poste agli angoli esterni della facciata e aggettanti rispetto ad essa; lo spazio tra i due campanili era occupato da un portico a cappelle, andato quasi completamente perduto in seguito agli ampliamenti cinquecenteschi, e del tiburio.
L'edificio conservò le sue forme romaniche per lungo tempo, sino all'ultimo quarto del XV secolo, mentre, al contrario alcune chiese ascolane, soprattutto quelle degli Ordini Mendicanti (San Francesco, San Pietro Martire e Sant'Agostino) si erano sviluppate arrivando ad essere di dimensioni assai maggiori di quanto non fosse allora il Duomo. Il 2 gennaio 1481, sotto il vescovo Prospero Caffarelli (1464 - 1500), fu stipulato il contratto per la demolizione dell'antica facciata, la costruzione delle tre nuove navate divise da pilastri poligonali e l'apertura dei finestroni. Tale rinnovamento rimase allo stato grezzo per un lungo periodo, con una Cattedrale dall'aspetto gotico - rinascimentale.
La facciata fu costruita dal 1529 al 1539 su progetto di Cola dell'Amatrice e nello stesso periodo fu realizzato un nuovo altare maggiore, mentre le pareti delle navate laterali iniziarono ad ospitare monumenti funebri e in corrispondenza delle nicchie delle navate laterali, furono eretti fastosi altari. Il vescovo Pietro Camaiani (1567-1579), poi, fece completare le volte delle tre navate e all'unico ingresso alla cripta nella navata centrale, si sostituirono le due scalinate nelle navate laterali.
Nel 1838 fu inaugurata la cappella del SS. Sacramento, aggiunta al corpo della cattedrale lungo la navata destra all'innesto del transetto, mentre negli anni tra il 1882-1894 fu nuovamente riportato alla luce l'ingresso alla cripta dalla navata centrale su progetto dell'architetto Giuseppe Sacconi che disegnò anche il ciborio sotto la cupola. Nel decennio 1884-1894 le volte della navata centrale e la cupola furono decorati con affreschi di Cesare Mariani.
Durante il XX secolo, al termine del secondo conflitto mondiale il vescovo Ambrogio Squintani fece ornare le pareti della cripta con mosaici su cartoni di Pietro Gaudenzi (1880-1955), raffiguranti episodi dell'ultima guerra. Un nuovo intervento sulla cripta fu portato a termine nel 1961 dal vescovo Marcello Morgante che vi fece costruire la tomba dei vescovi diocesani; nel 1967, infine, si ebbe l'adeguamento liturgico del presbiterio secondo le indicazioni successive al Concilio Vaticano II.

## Esterno

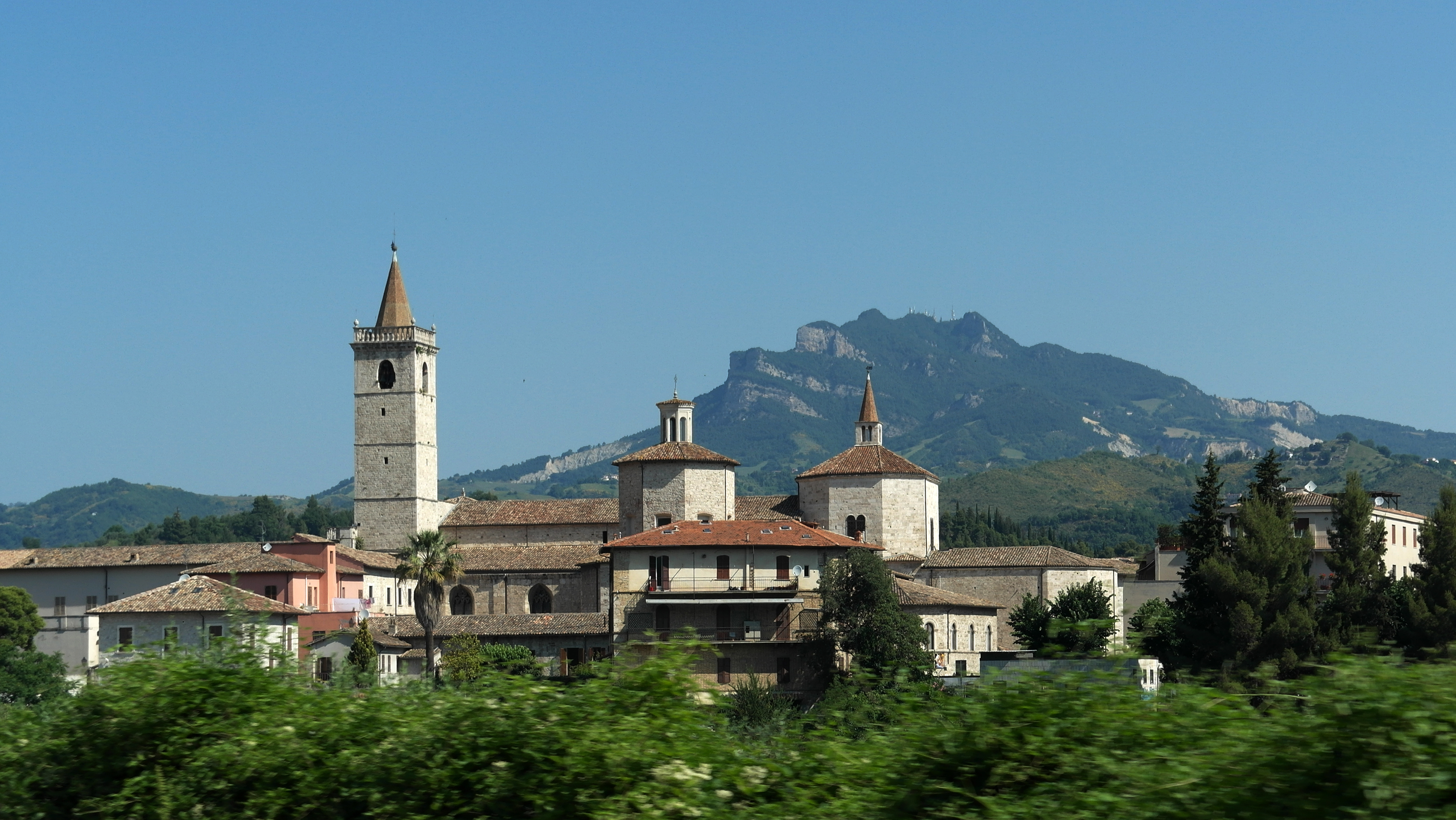
Veduta del complesso del Duomo.

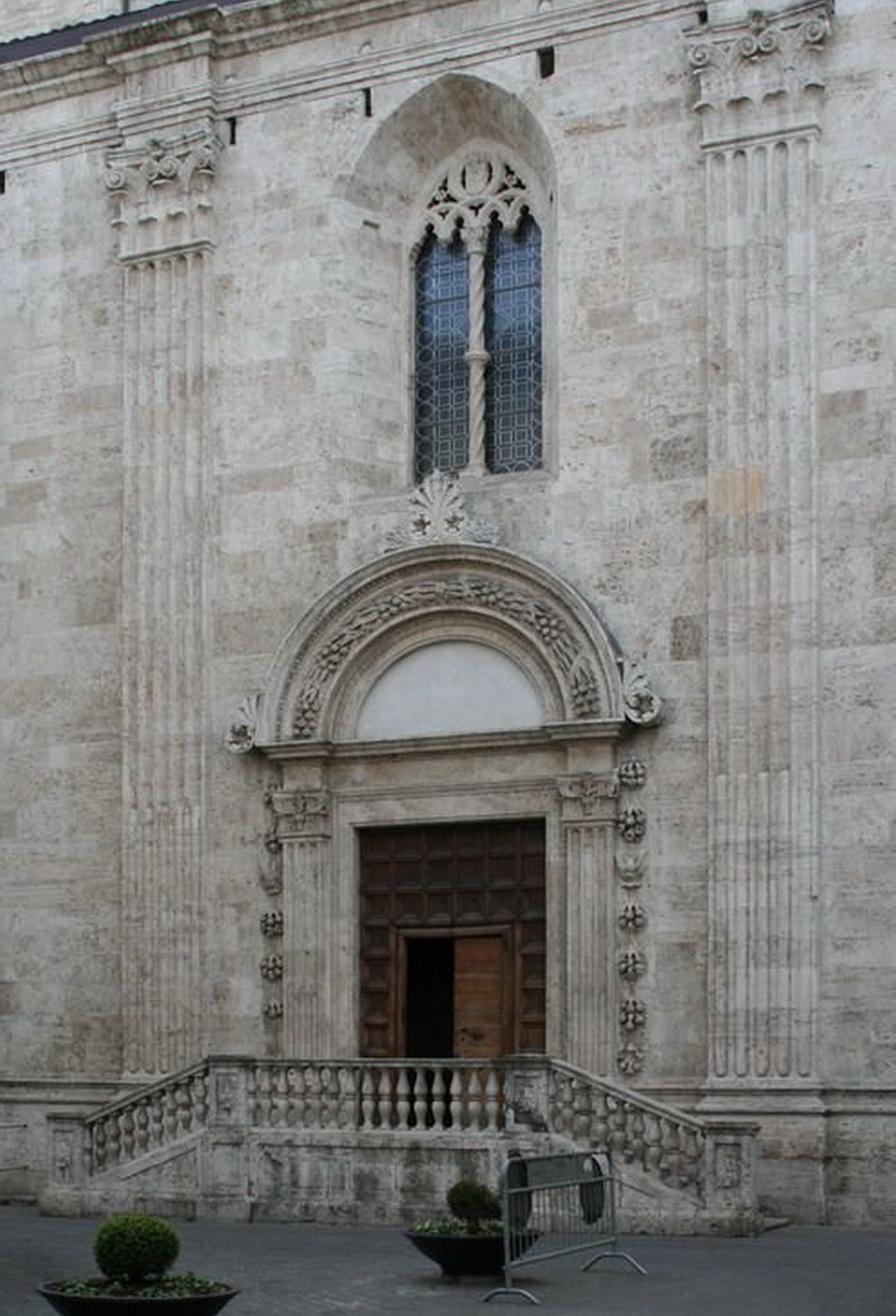
Porta della Musa.

La facciata del duomo, di forma rettangolare di 18,50 metri d'altezza e di 30,75 di larghezza, venne realizzata tra il 1529 ed il 1539 su disegno di Cola dell'Amatrice, si mostra impostata sull'ordine gigante. 
Costruita in blocchi levigati di travertino è scandita in tre parti da quattro colonne corinzie ognuna delle quali ha una retrocolonna piana sostenuta da un piedistallo che poggia al di sopra di una base attica. 
Nella porzione del prospetto al di sopra delle 4 colonne corrono orizzontalmente architrave, fregio e l'importante cornicione sorretto da mensole.
Al centro della facciata si apre il portale d'ingresso alla cattedrale inquadrato dalle colonne sezionate verticalmente, con basi, capitelli e cornici di gusto ionico. Ai lati del portale, nei due intercolumni minori, concludono la facciata due grandi nicchie che ospitano due sedili in travertino.
Allo spazio superiore del prospetto fu aggiunta nell'anno 1592 la balaustra terminale composta da colonnine.
Agli estremi della facciata si innalzano due torri di travertino a base quadrata, risalenti alla seconda metà dell'XI secolo. Quella di destra ha lato di 4,80 m ed è adorna di una cuspide in laterizi e di una balaustra. La parte superiore venne ricostruita nel 1592 sul disegno dell'ascolano Silvestro Galeotti, e misura 45,80 metri d'altezza. La torre di sinistra, rimasta incompiuta, è di poco più alta della facciata della chiesa.
Il fianco sinistro del duomo, prospiciente il battistero, risale al 1485. È ornato da lesene corinzie scanalate e nei loro interspazi sono sistemate bifore gotiche ornate di colonnine tortili e di trafori finissimi, su una delle quali è visibile lo scudo recante lo stemma del vescovo Caffarelli.
Nella penultima porzione tra gli interpilastri della parete, verso il transetto, si apre l'ingresso laterale alla cattedrale in stile rinascimentale, con due lesene corinzie che reggono un timpano semicircolare; è chiamata Porta della Musa e il nome deriva dall'epigrafe murata nella parete esterna del transetto. Le dimensioni imponenti e la sua ricchezza sono giustificate dal fatto che questo fu originariamente il portale principale, che fu smontato e ricollocato in questa posizione, successivamente alla realizzazione dell'attuale portale principale. La paternità artistica del portale è controversa, mentre i suoi battenti in legno, decorati da formelle con rose intagliate in rilievo e da figure zoomorfe, sono opera dell'ascolano Francesco di Giovanni, che appose la propria firma su una delle cornici. Alla porta si accede tramite una scala ornata da una balaustra in travertino, che fu costruita nel 1841 su progetto di Gabriele Gabrielli.
Continuando verso la parte posteriore del duomo, si incontra la zona del transetto, formato da grandi blocchi di travertino, provenienti certamente da edifici romani, che rappresenta la parte più antica della cattedrale risalendo all'VIII-IX secolo. Due aperture rettangolari sulla parete del transetto, a circa un metro dal suolo, danno luce alla cripta di Sant'Emidio.
Proseguendo oltre il transetto, si vedono le due absidi ottagonali laterali, che furono erette probabilmente nell'XI secolo contemporaneamente alla cripta. L'abside centrale, invece, fu ricostruita fra il 1480 e il 1550 e presenta alla sua base un blocco di travertino di importante rilevanza storica in quanto reca la scritta: CAESARI TRIBUNITIA POTESTATE, che potrebbe comprovare l'ipotesi che il duomo ascolano sia stato edificato sulla basilica civile di epoca romana.
Anche il tiburio, eretto in periodo romanico alla fine dell'XI secolo, è realizzato in travertino. La sua forma esterna è ottagonale e termina con una cornice all'altezza del tetto chiusa da una volta, anch'essa in travertino, sulla quale è posto un lanternino cieco con quattro bifore, sormontato da una cuspide.
Il fianco di destra della cattedrale è pressoché simile a quello sinistro e si apre all'interno del giardino della canonica.

## Le campane
Il concerto campanario della Cattedrale di Ascoli si compone di cinque campane.
- La maggiore è indicata col nome Sant'Emidio, fu realizzata dai fonditori Emidio Marini e da Attilio Rossi di Senigallia nell'anno 1655 sotto il vescovato di Giulio Gabrielli di cui reca impresso lo stemma. Di notevoli dimensioni raggiunge il peso di 8000 libbre, pari a circa 28 quintali, e il suo timbro armonioso corrisponde al si bemolle della scala musicale. Nel 1798 al tempo dell'occupazione franco-cisalpina di Ascoli venne calata dalla torre per essere fusa ed il suo bronzo reimpiegato per costruire cannoni. A seguito della partenza dei francesi nel gennaio del 1799 venne nuovamente ricollocata sulla torre.
- La seconda campana per ordine di grandezza, e la più antica, è la Marina, posizionata nel lato Est della torre. Fu fusa nell'anno 1594 da Camplani di Fermo. Il suo peso corrisponde a circa 15 quintali e ha un suono baritonale.
- La campana Polisia,  così chiamata in omaggio alla giovane pagana, figlia del governatore di Ascoli Polimio, convertita al Cristianesimo da Sant'Emidio, è la terza in ordine di grandezza. Fusa dal valtellinese Stefano Landolfi nel 1630 e successivamente rifusa nel 1913.
- La quarta è chiamata la Lucertola in quanto ha impressa la figura dell'animale che fu utilizzato come simbolo dalla casa dei fonditori aquilani dei fratelli Donati. Fu realizzata nell'anno 1771.
- La quinta e la più piccola di tutte è la Marcuccia, fusa a metà dell'Ottocento, venne così chiamata perché rivolta verso il Colle San Marco.

## Interno

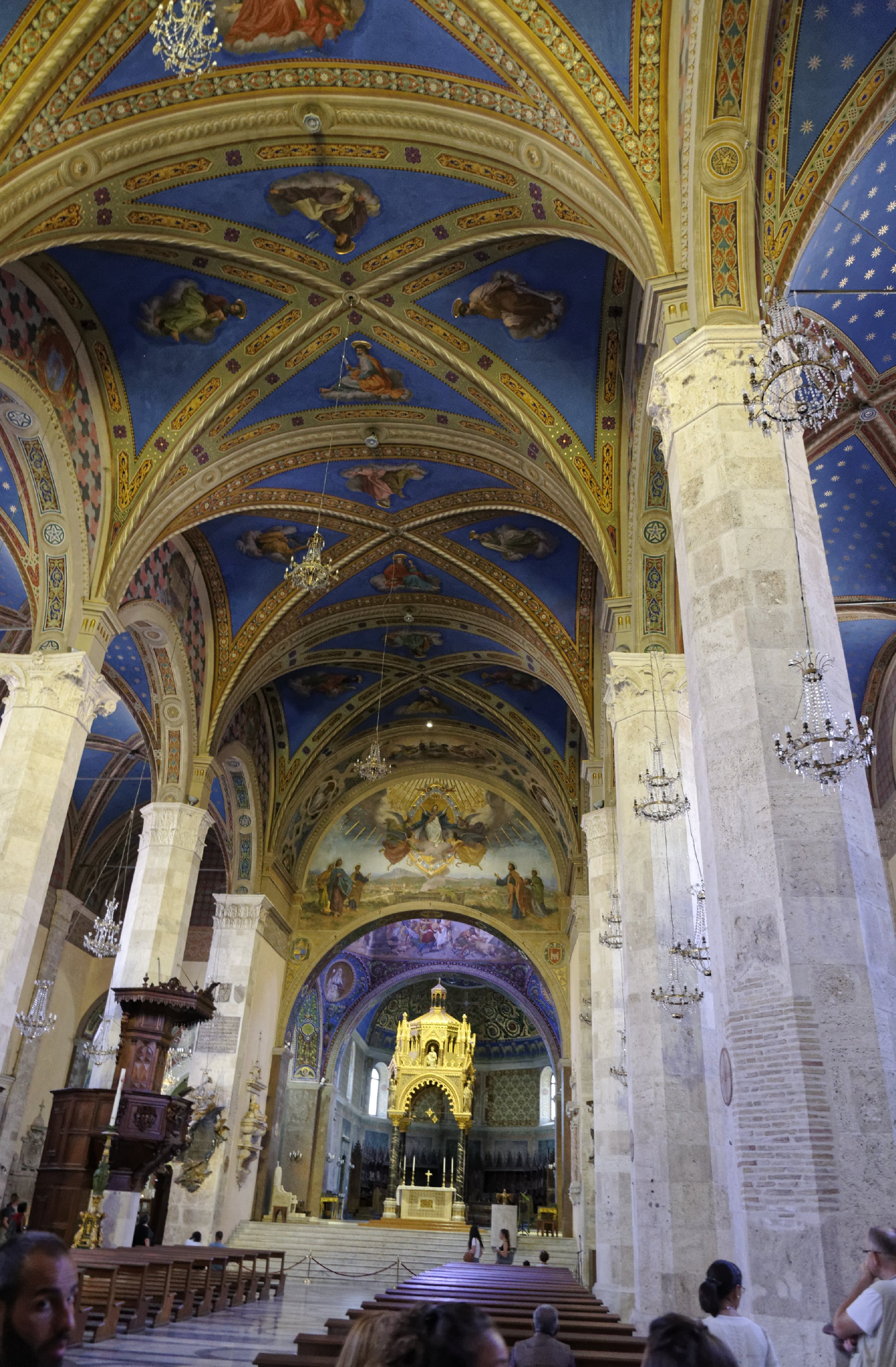
Veduta dell'interno.

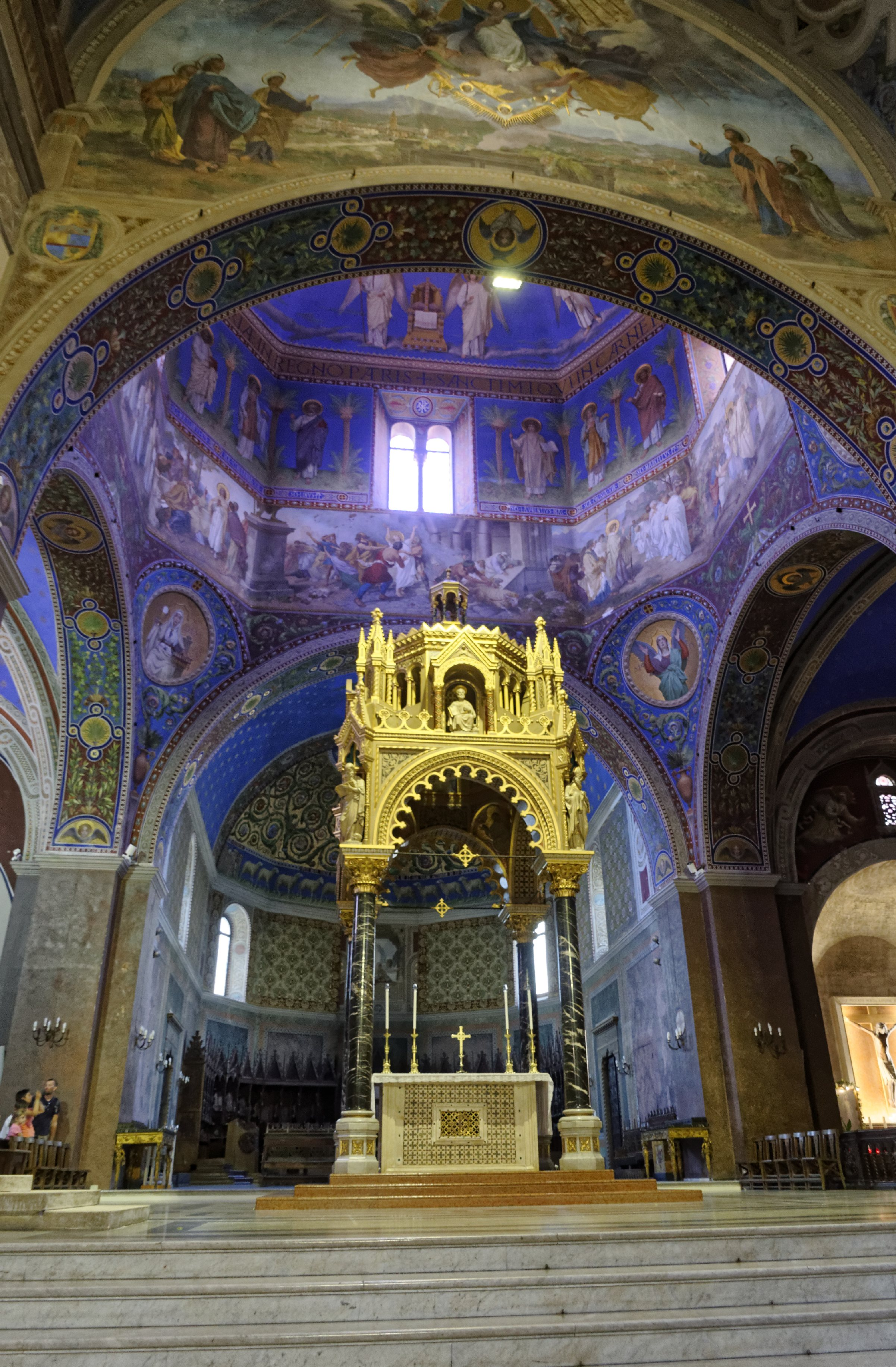
Il presbiterio con il ciborio e la cupola.

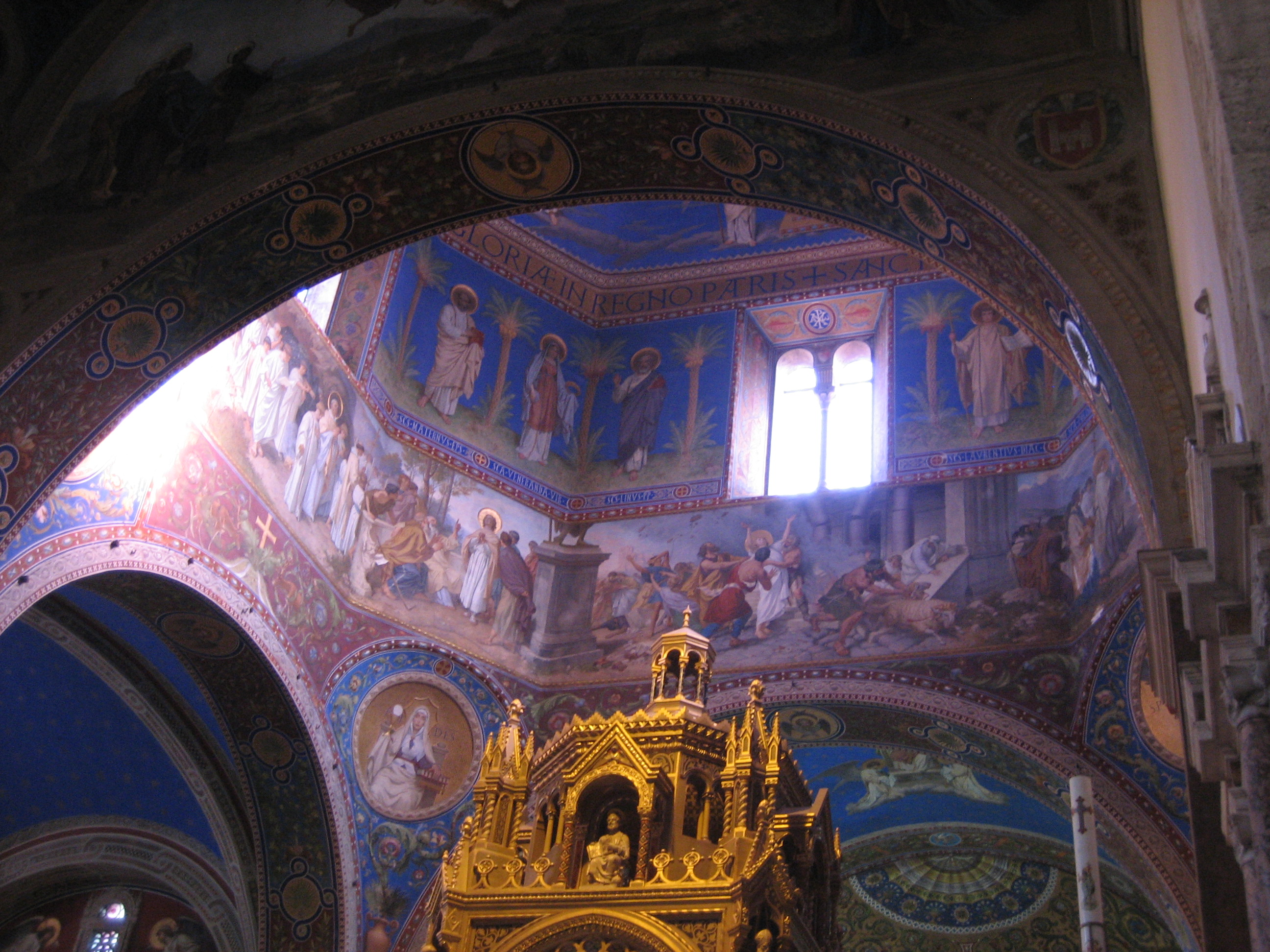
Interno e cupola

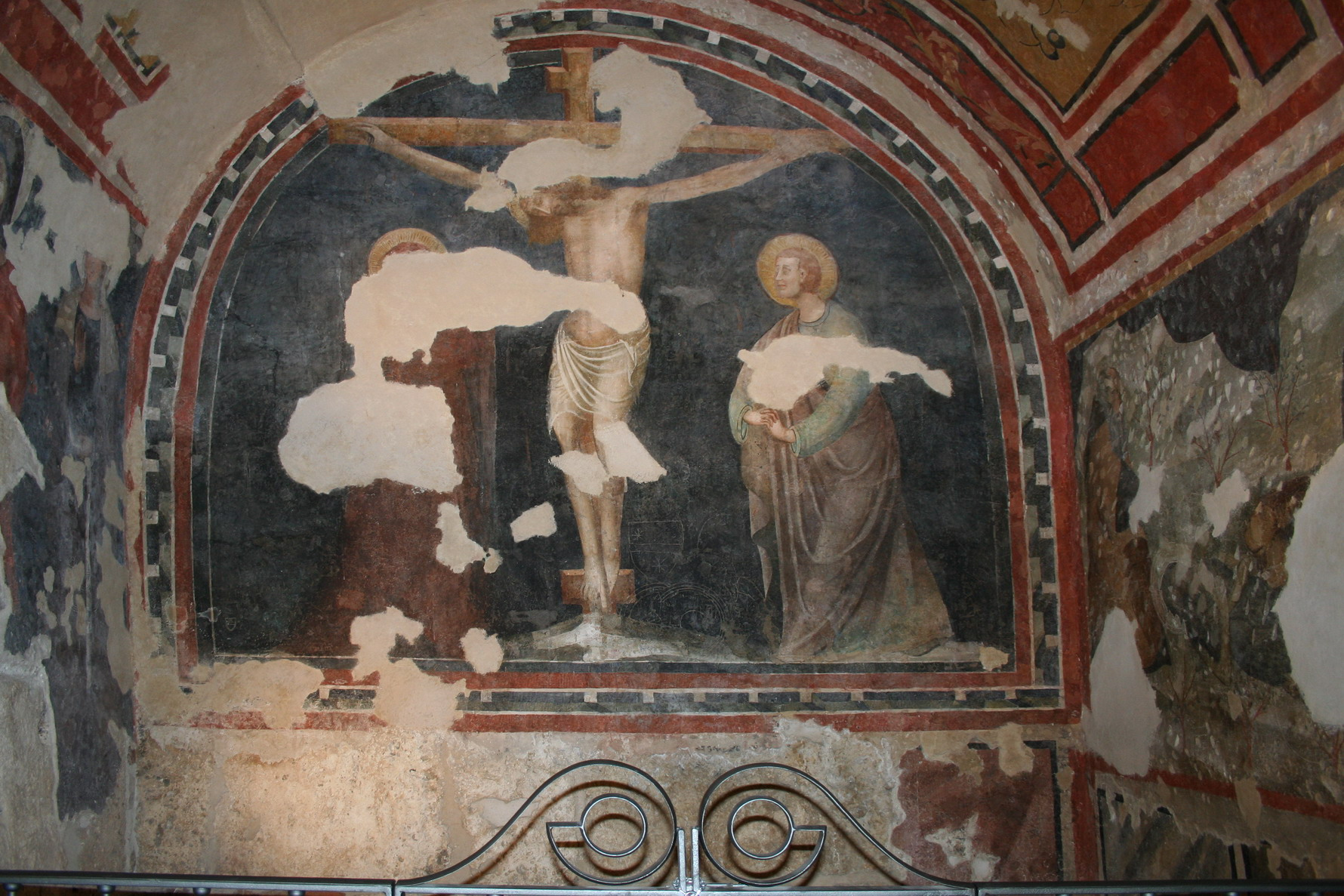
Affresco del Trecento alla base della torre di sinistra, attribuito al Maestro del Polittico di Ascoli

Oltrepassato l'ingresso si incontra una cappella, adiacente alla torre campanaria di sinistra, che rappresenta quanto rimane del portico che in epoca medievale si trovava davanti alla facciata dell'edificio romanico e che andò definitivamente perduto durante i lavori rinascimentali di allungamento della pianta culminati nella realizzazione della nuova facciata cinquecentesca. La cappella ospita una Crocifissione, il brano meglio conservato dell'intera decorazione, attribuita al Maestro del Polittico di Ascoli, ritenuto maestro del Maestro di Offida, che qui comparirebbe nei brani decorativi laterali di questa piccola cappella.
L'ampia aula interna del duomo, lunga 70 metri e larga 30, di gusto romanico-gotico, ha una pianta a croce latina ed è suddivisa in tre navate da sei pilastri ottagonali sormontati da capitelli rinascimentali che sorreggono le volte. In corrispondenza dei sei pilastri, sulle pareti laterali, si trovano delle lesene con capitelli corinzi e negli interspazi tra le lesene si aprono delle nicchie sormontate da ampie conchiglie.
Nelle due parti di controfacciata in corrispondenza delle navate laterali, che in epoca rinascimentale inglobarono i due campanili medievali, si aprono due ambienti corrispondenti alle basi dei medesimi, di cui quello di sinistra rispetto all'ingresso ospita degli oggetti legati al patrono Sant'Emidio. Tra essi, al centro, su di un capitello di recupero, troneggia il Braccio - reliquiario di Sant'Emidio, opera di Pietro Vannini, il massimo orafo ascolano del XV secolo. L'opera, capolavoro dell'oreficeria italiana quattrocentesca, fu realizzata negli anni immediatamente successivi alla Libertas Ecclesiastica concessa ad Ascoli nel 1482 da papa Sisto IV, è costituita da un fusto a base stellare, che regge un braccio slanciato in atto di benedire, rivestito da un guanto, che presenta una decorazione in argento dorato e smalti colorati, e la presenza delle principali tecniche orafe quali lo sbalzo, la filigrana e la cesellatura. Alla base del braccio, entro una finestrella di forma esagonale, è un frammento osseo appartenente al Santo stesso, elemento che lo rende l'oggetto devozionale più rappresentativo del Patrono della città. L'anello, infilato nell'anulare della mano e composto da un rubino centrale e dodici diamanti, fu donato nel 1790 dal vescovo Francesco Antonio Marcucci, che lo aveva ricevuto da Giuseppe II, durante un viaggio apostolico in Austria al seguito di Pio VI, di cui era confessore.
Alle spalle della scultura sono invece collocate due cassette di legno risalenti all'XI secolo, probabile epoca della traslazione del corpo di Sant'Emidio nella cripta, che fino alla ricognizione del corpo nel 1959 contennero i suoi resti. La volta presenta invece una piccola tela settecentesca entro una cornice in stucco raffigurante il Santo a mezzobusto.
Nella zona del transetto si eleva la cupola che si avvia da una base rettangolare per divenire irregolarmente ottagonale nella parte superiore e concludersi con una calotta ellittica. La sua costruzione si data intorno all'VIII secolo, ai tempi del vescovo Euclere, che dette un'impronta bizantina alla costruzione di tipo basilicale.
Il romano Cesare Mariani, (1826-1901), che fu tra i maggiori affreschisti italiani della seconda metà del XIX secolo, negli anni compresi tra il 1884 ed il 1894, eseguì le pitture che rivestono la cupola, le volte delle tre navate e l'abside. Ebbe come collaboratore Gaetano Vannicola (1859-1923), pittore e architetto di Offida.
I pilastri della cupola più prossimi alle navate, su tutti i lati, ospitano diversi monumenti funerari, sia in forma di memoria funebre che in quella di sepolcro. Si tratta degli unici lasciati nella loro collocazione originaria in occasione dei lavori ottocenteschi, quando molti di questi apparati decorativi furono spostati all'interno della cripta (di questi ultimi si notino le tracce lungo le pareti ed i pilastri della chiesa). Evidenti richiami ad analoghe opere berniniane sono visibili nelle memorie funebri del vescovo Filippo Lenti (1707), in marmo nero, e del canonico Giuseppe Maria Carpani (1696), entrambi opere di Giuseppe Giosafatti. Di Martino Bonfini di Patrignone è invece il monumento funebre di Gaspare Sgariglia (post 1554), caratterizzata dalla figura del condottiero giacente in armatura al di sopra del sarcofago. Altri monumenti sono quelli in onore del principe romano Silla Orsini, morto nel 1592; di Girolamo Santucci, realizzato nella prima metà del XVI secolo; di Girolamo Tuberi, morto in concetto di santità nel 1532, e di Francesco Antonio Sgariglia, morto il 15 marzo 1669. 
Alla base del pilone tra la cappella del Sacramento e il transetto vi è un'urna senza iscrizione che presumibilmente è la tomba di Leone, Giovanni o Rinaldo Sforza, che vissero nella prima metà del XV secolo, oppure del vescovo Pietro.

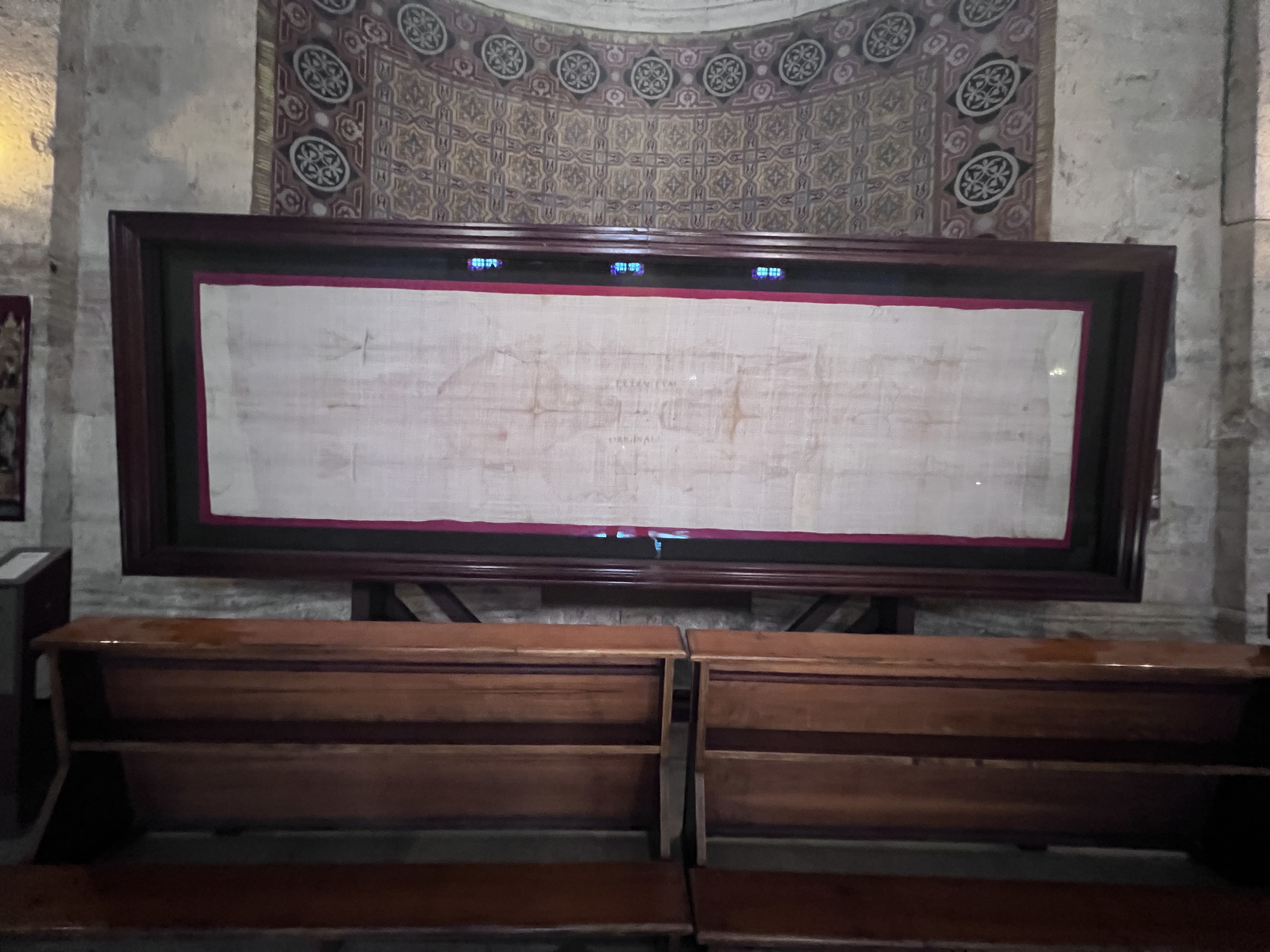
Sacra Sindone di Arquata del Tronto trasferita nella Cattedrale di Sant’Emidio a seguito degli eventi sismici del 2016

A ridosso del terzo pilastro di sinistra verso la navata centrale, si trova un pulpito in noce, opera di Scipione Paris di Matelica, che lo realizzò dal 1657 al 1661.
Sotto la cupola si trova l'altare maggiore, sormontato dal ciborio ligneo che richiama lo stile bizantino misto a motivi gotici. Il ciborio fu eretto nel 1895 su disegno dell'architetto Giuseppe Sacconi ed è ornato da quattro bassorilievi degli Evangelisti, opera di Giorgio Paci. 
L'altare risale al secolo XIII ed è costituito da plutei marmorei lavorati ad intarsio. 
Il presbiterio risulta innalzato rispetto al piano della chiesa a seguito della costruzione della cripta avvenuta nell'XI secolo. Nel 1969 l'area del presbiterio fu adeguata alle norme liturgiche successive al Concilio Vaticano II, con il posizionamento della cattedra episcopale a ridosso del pilone del tiburio e l'ambone poggiato sui gradini della scalinata.
L'interno, oltre alla cripta sotterranea, accoglie la presenza di cappelle, un coro ligneo posizionato sul fondo della cattedrale e la sagrestia.

### Cappella della Madonna delle Grazie
La parte nord del transetto accoglie la cappella della Madonna delle Grazie restaurata nel 1958 dal vescovo Marcello Morgante. Sull'altare di marmo policromo, risalente al 1894, è collocato un tabernacolo a forma di tempietto rinascimentale che nelle decorazioni della cupola reca incisa la data del 1567. Il reperto è considerato come una delle prime realizzazioni dopo il Concilio di Trento che prescriveva l'uso del tabernacolo per la conservazione dell'eucaristia. Nella zona centrale del catino si trova una piccola tavola, di 0,30x0,45 m, copia dell'originale dipinta a tempera da Pietro Alemanno di Göttweig con l'effigie della Madonna delle Grazie, patrona principale della diocesi e della città di Ascoli, racchiusa in una cornice barocca in legno dorato. I mosaici delle pareti che raffigurano papa Giovanni XXIII e la proclamazione della Madonna delle Grazie a patrona della città e diocesi di Ascoli sono stati realizzati nel 1961 dalla Bottega del mosaico di Ravenna, su disegno del pittore Carlo Mattioli di Parma.

### Cappella del Sacramento

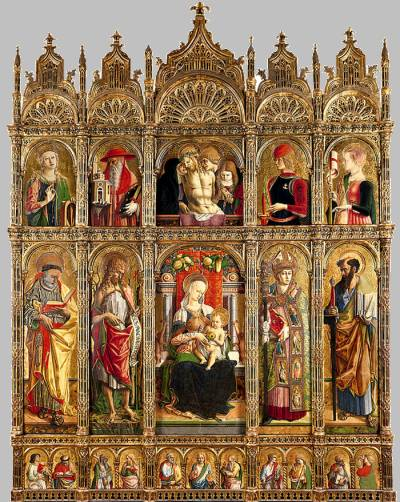
Il Polittico di Sant'Emidio di Carlo Crivelli nella Cappella del Sacramento.

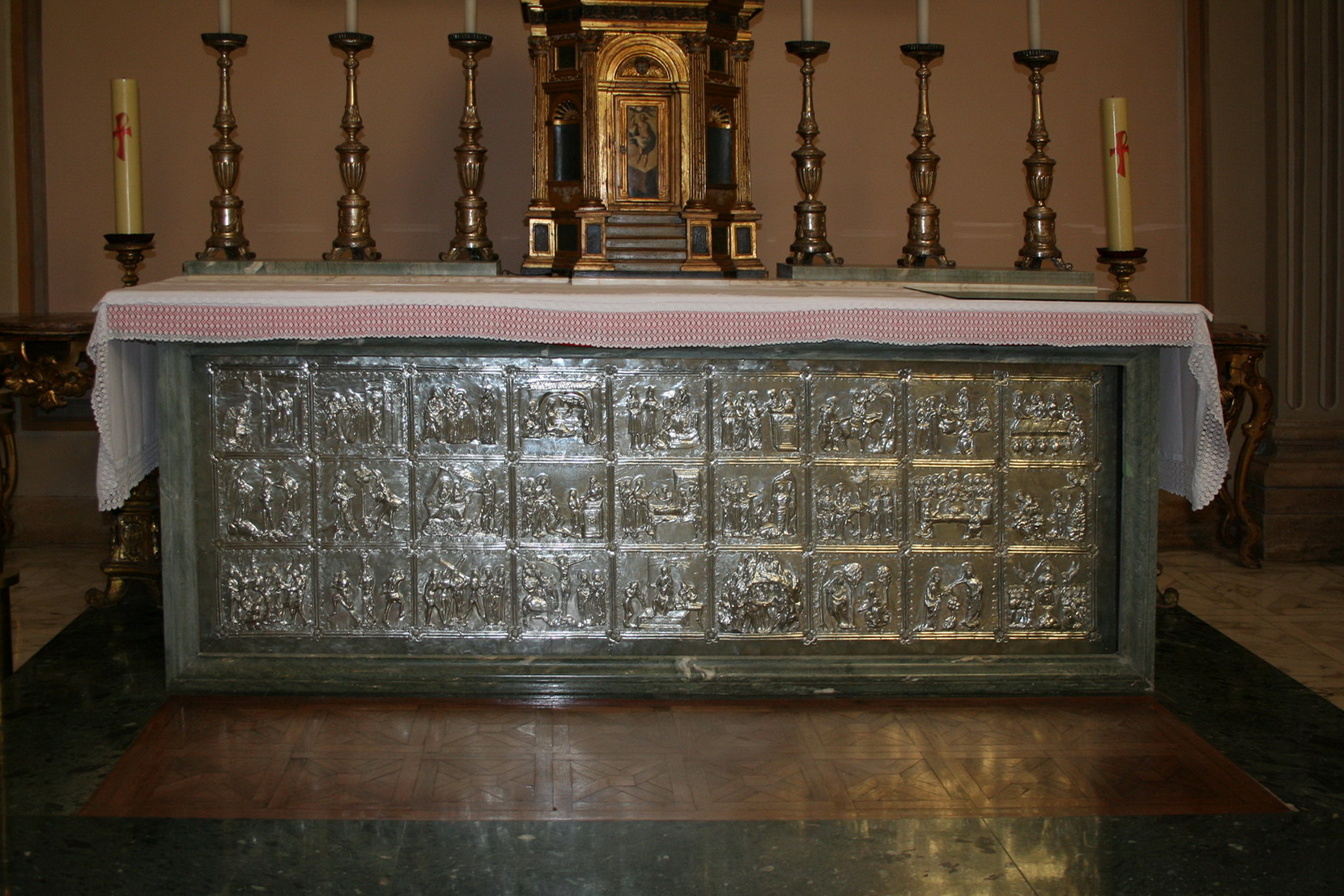
Paliotto in argento del XIV secolo della Cappella del Sacramento.

Quasi al termine della navata destra, in prossimità dell'uscita della scalinata di ingresso alla cripta, si apre la cappella del Santissimo Sacramento. Inizialmente fu progettata nel 1689 su iniziativa del vescovo Giuseppe Fadulfi, tuttavia il progetto fu abbandonato per essere ripreso dal vescovo Giovanni Andrea Archetti a partire dal 1795. Fu realizzata su progetto di Agostino Cappelli e ultimata sotto la direzione di Ignazio Cantalamessa e fu consacrata il 3 agosto 1838 dal vescovo Gregorio Zelli lacobuzi la consacrò ed aprì al culto religioso.
Edificata come un corpo distaccato dal resto dell'edificio, presenta una forma ottagona irregolare ed è caratterizzata da una cupola con alto tamburo ottagonale sormontata da ampio lanternino. L'interno ha una pianta a croce greca, pur non avendo i bracci uguali dimensioni, ed è caratterizzato da una decorazione trompe l'oeil a monocromo, interamente realizzata da Raffaele Fogliardi, che simula le membrature architettoniche, dalle lesene scanalate (i cui capitelli sono in stucco dorato) che scandiscono gli angoli della pianta, al finto cassettonato della cupola. Sui quattro pennacchi della cupola sono raffigurati Davide, Mosè, Salomone ed Isaia, recanti ciascuno il loro elemento distintivo ed una tavola con un'iscrizione.
Come pala d'altare ospita il famoso Polittico di Sant'Emidio di Carlo Crivelli, commissionato al pittore dal vescovo Prospero Caffarelli nel 1472 per l'altare maggiore della Cattedrale, fu completato l'anno successivo e rappresenta la sua opera più rappresentativa, oltre che l'unico polittico dell'artista veneziano giunto totalmente integro in tutte le sue componenti, cornice compresa, e conservato nella medesima chiesa per la quale fu realizzato. Trasferito in questa cappella nel 1894, è strutturato su tre ordini con la predella, che raffigura nella tavoletta centrale il Cristo benedicente, affiancata da Pietro, Paolo ed altri Apostoli, in pose dinamiche; l'ordine mediano, che presenta i Santi Pietro, Giovanni Battista, la Madonna col Bambino, Emidio e Paolo; l'ordine superiore i Santi Caterina d'Alessandria, Girolamo, Giorgio ed Orsola. Le tavole sono collocate entro una cornice gotica intagliata e traforata con un coronamento costituito da cinque lunette sormontate da archetti mistilinei ed inquadrate da guglie, presumibilmente opera della stessa bottega di intagliatori ascolani che realizzarono il coro, le cui cimase hanno caratteri di similarità con la parte superiore del polittico.
In virtù della sua integrità, esso ha rappresentato un parametro per gli studiosi per la ricostruzione degli altri polittici smembrati.
Di pregevole manifattura anche il paliotto in argento che riveste l'altare. Fu realizzato tra il XIV e il XV secolo ed è composto da un totale di 27 formelle quadrate, di 25 cm di lato, divise tra loro da piccoli listelli in lamina d'argento che ad ogni angolo compongono un fiore quadripetalo.
Le dimensioni complessive del manufatto sono di 2.52 x 0,82 m. Le formelle sono disposte su tre ordini di nove formelle ciascuno, e raffigurano scene del Nuovo Testamento, con una grande preponderanza per quelle della Passione di Cristo.
Questo paliotto è considerato l'opera di oreficeria prerinascimentale più importante delle Marche. Di difficile attribuzione, da insigni studiosi, come il Bertaux, è ritenuto opera di oreficeria abruzzese, altri come Giuseppe Fabiani lo identificano come lavoro di Vannino, orafo attivo ad Ascoli nel XV secolo, padre del più celebre Pietro, "principe" degli orafi ascolani. Si tratta di un'opera realizzata alla fine del Trecento che mostra delle scene costruite spazialmente tenendo conto delle nuove conquiste pittoriche operate da Giotto. Le ultime tre scene in basso a destra, caratterizzate da una maggiore forza plastica, sono invece frutto di un intervento operato nel Quattrocento, ascrivibile forse alla bottega di Nicola da Guardiagrele.
A lato del paliotto, è un tabernacolo ligneo policromo, realizzato nella seconda metà del XVI secolo su disegno di Giorgio Vasari e realizzato dall'intagliatore Alberto Alberti di Sansepolcro, su commissione del vescovo Camaiani, che per la Cattedrale aveva commissionato al maestro aretino anche un lampadario (conservato nel Museo Diocesano). Il tabernacolo, di tipologia architettonica è costituito da un ordine inferiore di forma poligonale scandito da nicchie sormontate da conchiglie e colonne scanalate che presentano al centro uno sportello con l'immagine del Cristo risorto. La parte superiore vede un alto tamburo, che presenta le figure di personaggi dell'Antico Testamento (Profeti e capi delle 12 tribù di Israele) dipinte a monocromo, sormontato da una cupola a scaglie.
Le pareti laterali della cappella ospitano due tele facenti parte della serie di quattro (le altre due si trovano sulla controfacciata della chiesa), realizzate da Ludovico Trasi poco dopo la metà del XVII secolo e raffiguranti il Battesimo di Polisia e la Decapitazione di Sant'Emidio, nella quale viene rappresentato il momento nel quale il Santo, raccolta la propria testa, tra il terrore e lo stupore degli altri personaggi attorno, è in procinto di incamminarsi verso il luogo di sepoltura.
A cura del vescovo Giovanni D'Ercole, dal settembre 2016 nella cappella sono state collocate, in deposito, la Sindone di Arquata del Tronto ed un crocifisso del XII secolo, provenienti rispettivamente dalla chiesa di san Francesco di Borgo e dalla chiesa dell'Annunziata di Arquata del Tronto, distrutte dai terremoti del 2016. Nel gennaio 2020 il crocifisso è tornato nella sua chiesa originaria, mentre la Sindone è stata collocata lungo la navata destra, in prossimità dell'ingresso della Cappella del Sacramento.

### Cappella del SS. Crocifisso
Nella modesta abside del transetto si trova la cappella del SS. Crocifisso che ospita l'omonima scultura risalente alla prima metà del XV secolo, di scuola marchigiana, qui spostata dalla chiesa di San Vittore.

### La cripta

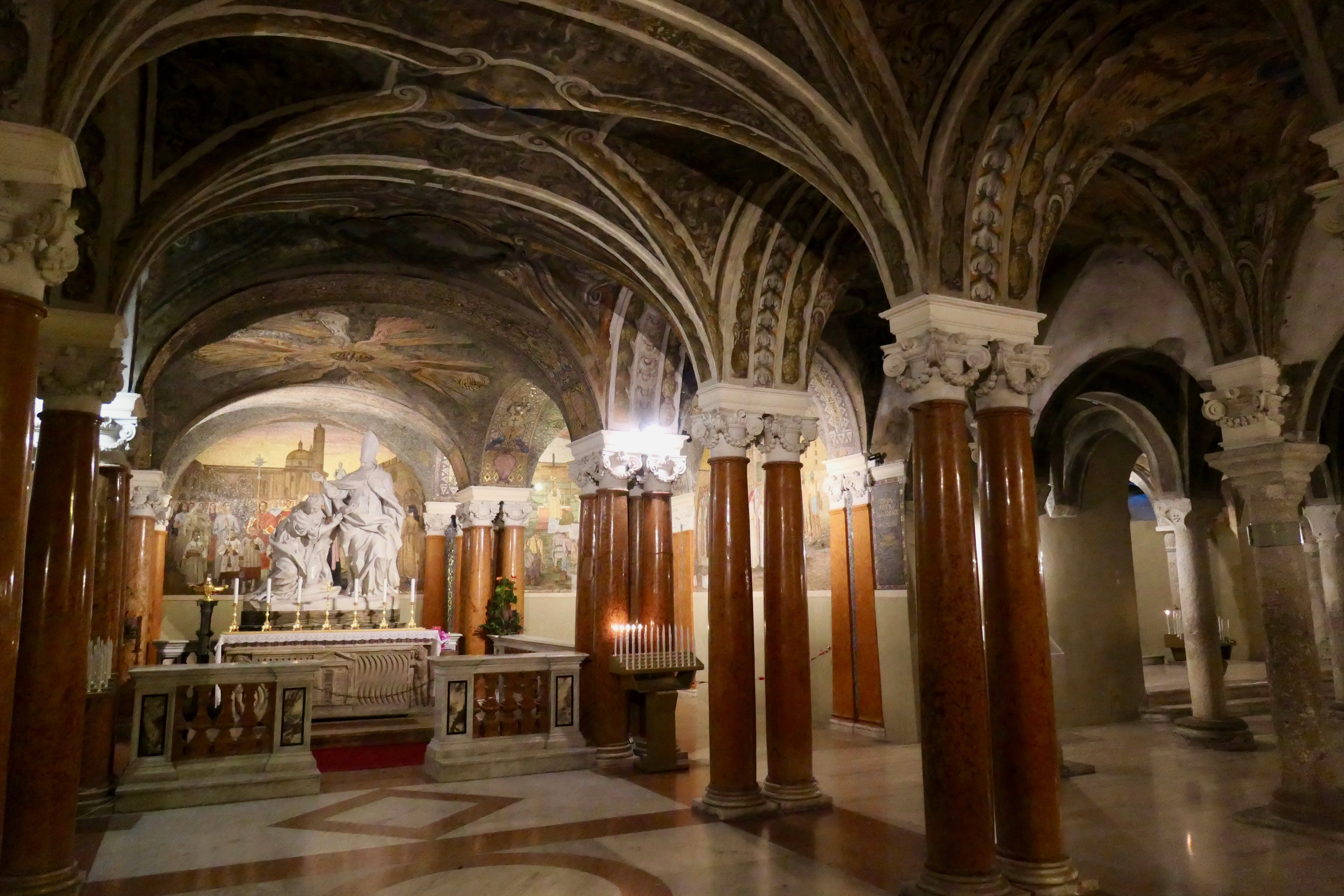
La cripta

Vi si accede dalle scalinate laterali al termine delle navate, e si sviluppa nell'area sotto il presbiterio, corrispondente allo spazio occupato dalla Basilica del Foro. Fu edificata, secondo la tesi più accreditata, verso la metà dell'XI secolo, sotto l'episcopato di Bernardo II, con lo scopo di ospitare le spoglie di Sant'Emidio e dei suoi compagni, provenienti dall'area dalle catacombe di Campo Parignano, dove poi nel Settecento sorse il Tempietto di Sant'Emidio alle Grotte.
La sua costruzione deve essere ritenuta conclusa entro il 1054, anno della bolla di Leone IX in cui per la prima volta la Cattedrale appare intitolata non solo alla Vergine, ma anche al martire Emidio. La chiesa sotterranea è strutturata in sette navatelle suddivise da 64 colonne in travertino, elementi di reimpiego dell'antico, alcune delle quali presentano capitelli altomedievali. La parte centrale della cripta fu rimaneggiata da Giuseppe Giosafatti tra il 1704 ed il 1706, rialzandone le volte, che furono sorrette da colonne in marmo rosso di Verona (che allude al sangue del martirio) e capitelli in stucco, binate e quadruplicate. Al centro, posta sulla verticale dell'altare maggiore, è la tomba di Sant'Emidio, anch'essa importante elemento di reimpiego dall'Antico, trattandosi di un sarcofago pagano del III secolo, originariamente destinato ad un milite. Al di sopra di essa è il gruppo marmoreo raffigurante Sant'Emidio che battezza Polisia (1730 - 34), di Lazzaro Giosafatti.
Lungo le pareti della cripta sono collocate le memorie funebri dedicate a vescovi, prelati, storici ed esponenti della nobiltà cittadina, trasportate in questo luogo dalla chiesa superiore, nell'ambito dei lavori ottocenteschi di ripristino.
Nel 2019 è iniziata una campagna di restauro finalizzata in primo luogo alla riscoperta della decorazione risalente al periodo medioevale, che sta restituendo un vasto ciclo pittorico, risalente ai sec. XIII e XIV, sia sulle volticelle (in molti casi sotto forma di sinopia), sia sulle pareti di fondo, costituita dal muro perimetrale dell'edificio romano.

### Sagrestia
Si apre nella parete di fondo del transetto destro, che ospita i monumenti funebri di Filippo Merli (1818) e del Beato Saladino d'Ascoli. Il portale fu rimaneggiato nell'Ottocento, quando fu realizzata la lunetta decorata da uno scudo con lo stemma del Capitolo affiancato da due grifoni, ospita una porta decorata a 28 formelle quadrate con un motivo a decori fitomorfi, a rosoncini mentre, su due formelle della parte superiore compare entro uno scudo lo stemma del vescovo Paolo Alberti, che consente di datare il manufatto attorno al 1430 e di assegnarne la paternità a Giovanni di Matteo, lo stesso autore degli stalli del coro, di cui però non presenta la ricchezza decorativa.
La sagrestia, costruita tra il 1415 e il 1425, è di forma rettangolare ed è costituita da due campate sormontate da volte a crociera a costoloni, decorata dal Mariani analogamente alle volte della chiesa. La stanza è rischiarata dalla luce che, dalla parete di sinistra, filtra da due monofore gotiche. Di fianco alla porta di uscita all'orto della canonica si trova un monumentale lavabo in travertino realizzato da Giuseppe Giosafatti nella seconda metà del XVII secolo, nella cui nicchia è collocato il busto ottocentesco del vescovo Alberani. L'adiacente orto costituisce anche il passaggio per raggiungere l'Archivio Capitolare, la Sala delle Riunioni dei Canonici, nonché la sagrestia minore detta anche Capitoletto.
L'arredo interno della sagrestia è composto da un grande bancone di noce, che chiude l'intera parete opposta all'ingresso per una lunghezza di 10 metri circa, fu realizzato da Antonio Moys di Anversa, ebanista fiammingo attivo ad Ascoli tra il 1560 ed il 1570, già autore, in Cattedrale, della monumentale cantoria (collocata in corrispondenza dell'ingresso della Cappella del Sacramento), costruita per ospitare l'organo realizzato nel 1563 (cantoria e strumento andati perduti durante i lavori ottocenteschi), e di altre opere commissionate dalle famiglie nobili cittadine per i loro palazzi.
L'artista appose la propria firma “ANTONIUS MOYS DE ANTUERPIA”, nel pannello centrale ad intarsio raffigurante una Crocifissione, mentre la data, 1565, è collocata nel pannello della cimasa raffigurante un'architettura classicheggiante. La struttura della cimasa è inquadrata da piccoli obelischi e profilata con un motivo a mascheroni. Il corpo del mobile è invece caratterizzato da specchiature rettangolari, scandite da colonne doriche sorreggenti una trabeazione lungo la quale corre un fregio di stampo classicheggiante a triglifi e metope raffiguranti, in maniera alternata, trofei e strumenti musicali.
Lungo la parete di destra sono collocati altri due armadi in legno, realizzati da un artista ignoto, scanditi da doppie lesene doriche scanalate, con coronamento a triglifi e metope, che riprendono quelli realizzati dal Moys, e con sportelli a specchiature rettangolari ciascuna delle quali contenente lo stemma in bassorilievo del Cardinale Girolamo Bernerio, elemento che pertanto consente di datare tali arredi negli anni a cavallo tra il XVI ed il XVII secolo. La parte alta della stessa parete presenta, su ciascuna delle campate, due monumentali lapidi commemorative dell'epoca del vescovo Bernerio e del vescovo Gambi, datata 1717.
La parete d'ingresso della sagrestia, verso la chiesa, a seguito della rimozione dello strato di intonaco ha rivelato i grandiosi blocchi di travertino del transetto, del V – VI secolo, appartenuti alla basilica del Foro.

### Il coro ligneo
Alle spalle dell'altare, sull'emiciclo della tribuna, è collocato un coro in stile gotico realizzato in legno di noce. Opera di Giovanni di Matteo, maestro del XV secolo nato a Maltignano, che lo realizzò, con l'aiuto di Paolino d'Ascoli, suo figlio, tra il 1443 e il 1448.
Alla porzione di coro eseguita per la Cattedrale da Giovanni di Matteo, costituita da tredici stalli, nell'anno 1546, in occasione dell'ingrandimento dell'abside centrale, fu aggiunta un'ulteriore sezione di dodici stalli proveniente dalla chiesa ascolana di San Pietro Martire, realizzata negli stessi anni dalla stessa bottega, dalla simile struttura e decorazione. Tale opera di fusione dell'insieme degli stalli provenienti dalle due chiese fu realizzata dal Maestro Grifone di Francesco, nipote di uno degli artefici del coro del XV secolo, il quale peraltro dovette adattare per un'abside poligonale una struttura ideata per una di forma quadrangolare, fu mirabilmente conclusa aggiungendo anche le due testate conclusive esterne, con le specchiature decorate ad elementi vegetali.
L'intero coro si compone di 40 stalli distribuiti su due ordini: 16 in quello inferiore e 24 in quello superiore. L'intero manufatto è di notevole effetto decorativo, riccamente intagliato di rosoni, di guglie con motivi floreali, di fogliami e di linee che danno vita a motivi di arte raffinata. Si completa di 4 pannelli intagliati a piccolo rilievo e dipinti. Questi sono collocati dietro la sedia episcopale, che divide a metà l'emiciclo del coro, e rappresentano l'Arcangelo Gabriele, l'Annunziata, mentre sulle testate laterali sono raffigurati San Giovanni Battista e Sant'Emidio, quest'ultimo raffigurato benedicente, vestito dei paramenti sacri mentre reca il Vangelo e il pastorale nella mano sinistra.

### Organi a canne

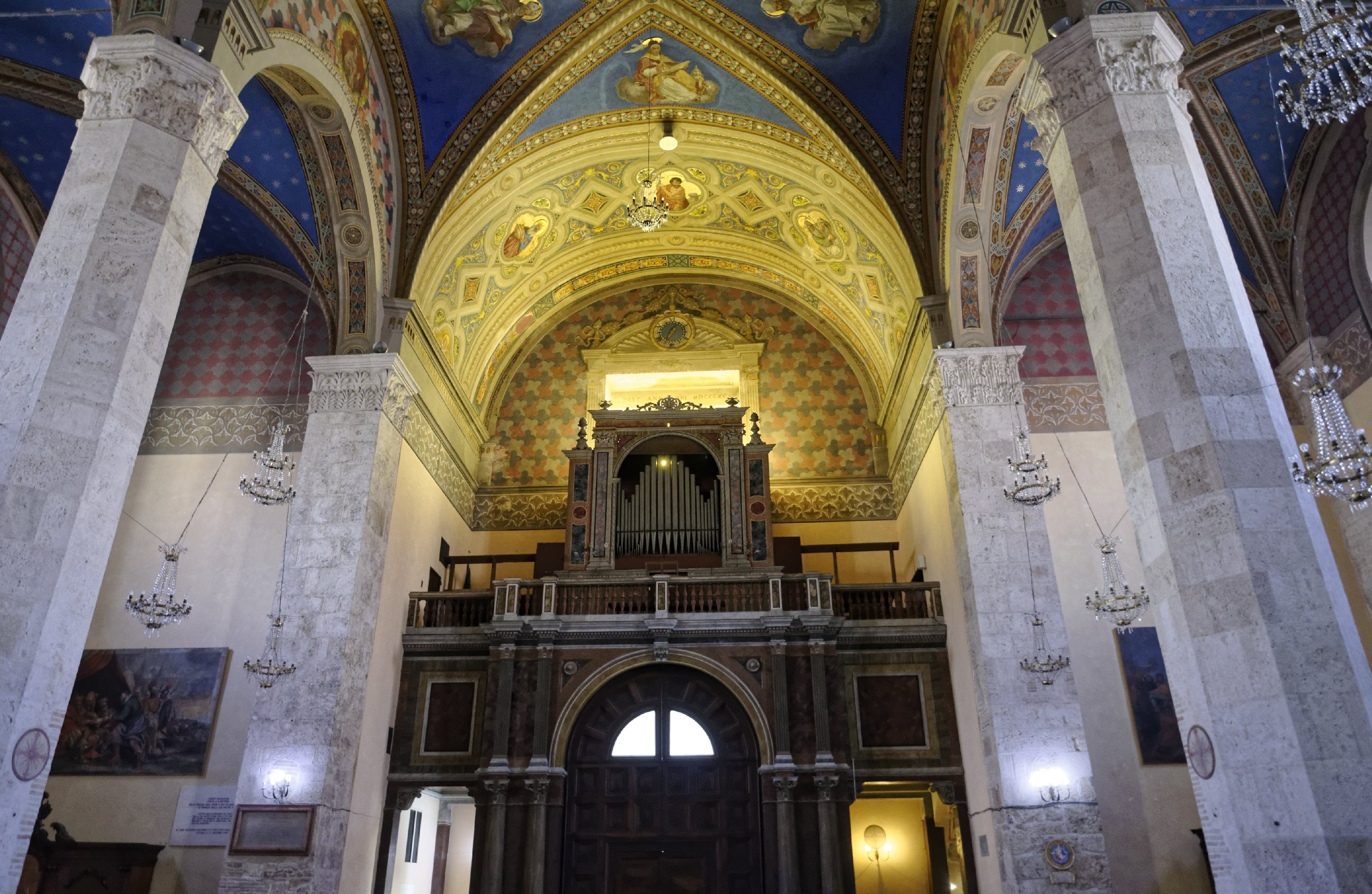
L'organo di controfacciata.

Nel duomo sono presenti due pregevoli organi a canne realizzati da vari esponenti della famiglia Paci, famiglia di artisti protagonisti dell'arte ascolana tra l'ultimo quarto del Settecento ed il primo quarto del Novecento, di cui alcuni componenti si distinsero anche nell'arte organaria ottocentesca. Nella cantoria, realizzata su disegno di Cesare Mariani nel 1884, situata nella controfacciata, entro una monumentale cassa coeva dipinta ad imitazione di marmi policromi e decorata con motivi a pilastrini ed anfore, è lo strumento del 1873, opera di Vincenzo Paci, coadiuvato dai figli Giovanni ed Enrico. Si tratta di uno strumento a trasmissione meccanica con 30 registri distribuiti su due tastiere di 58 tasti cromatici.
L'altro, un positivo costituito da 8 registri con tastiera corta di 45 tasti, è situato nel fianco meridionale dell'abside centrale, ed ivi collocato, dopo essere stato a lungo nella Cappella del Sacramento, per volere del Vescovo Giovanni D'Ercole nel dicembre del 2015. Esso fu realizzato nel 1854 da Vincenzo Paci, riutilizzando parte dello strumento realizzato da Gaetano Callido nel 1786 (opus 223) per la medesima chiesa.